# Desmia
Desmia är ett släkte av fjärilar. Desmia ingår i familjen Crambidae.

## Bildgalleri

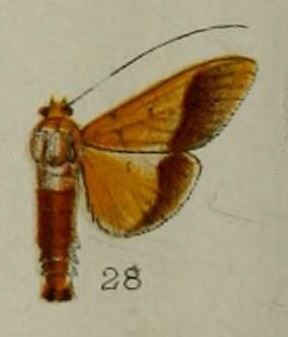
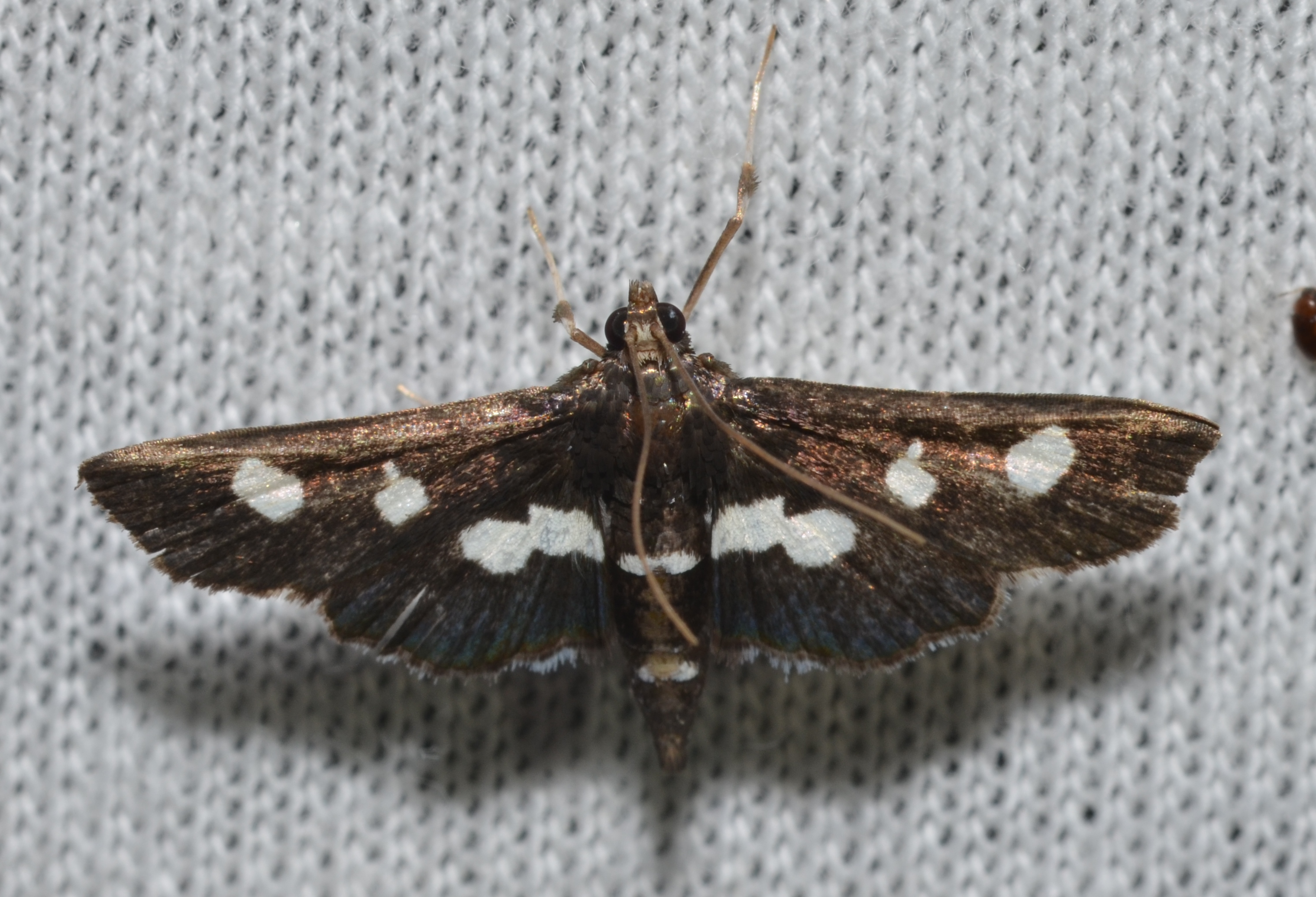
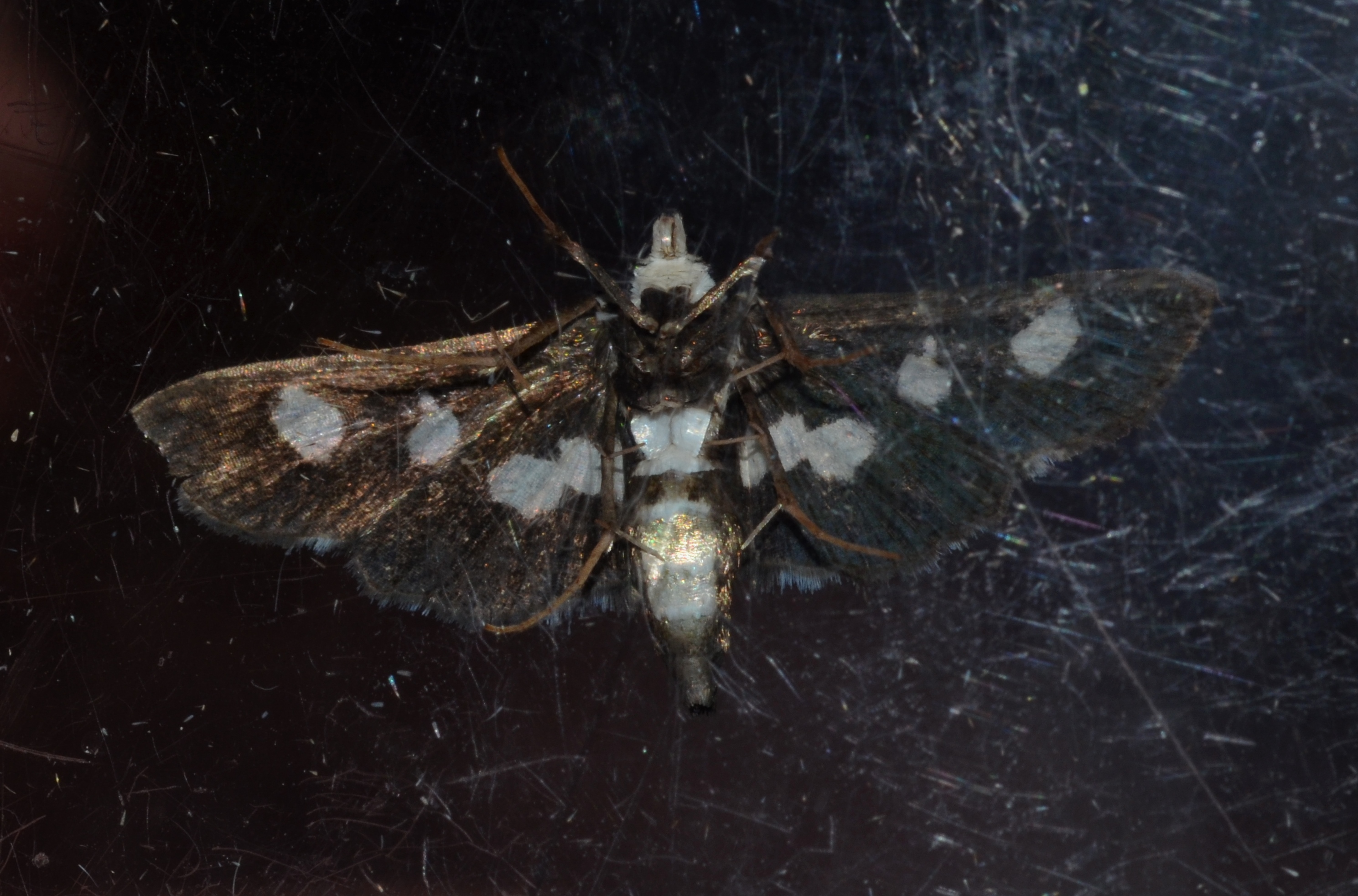
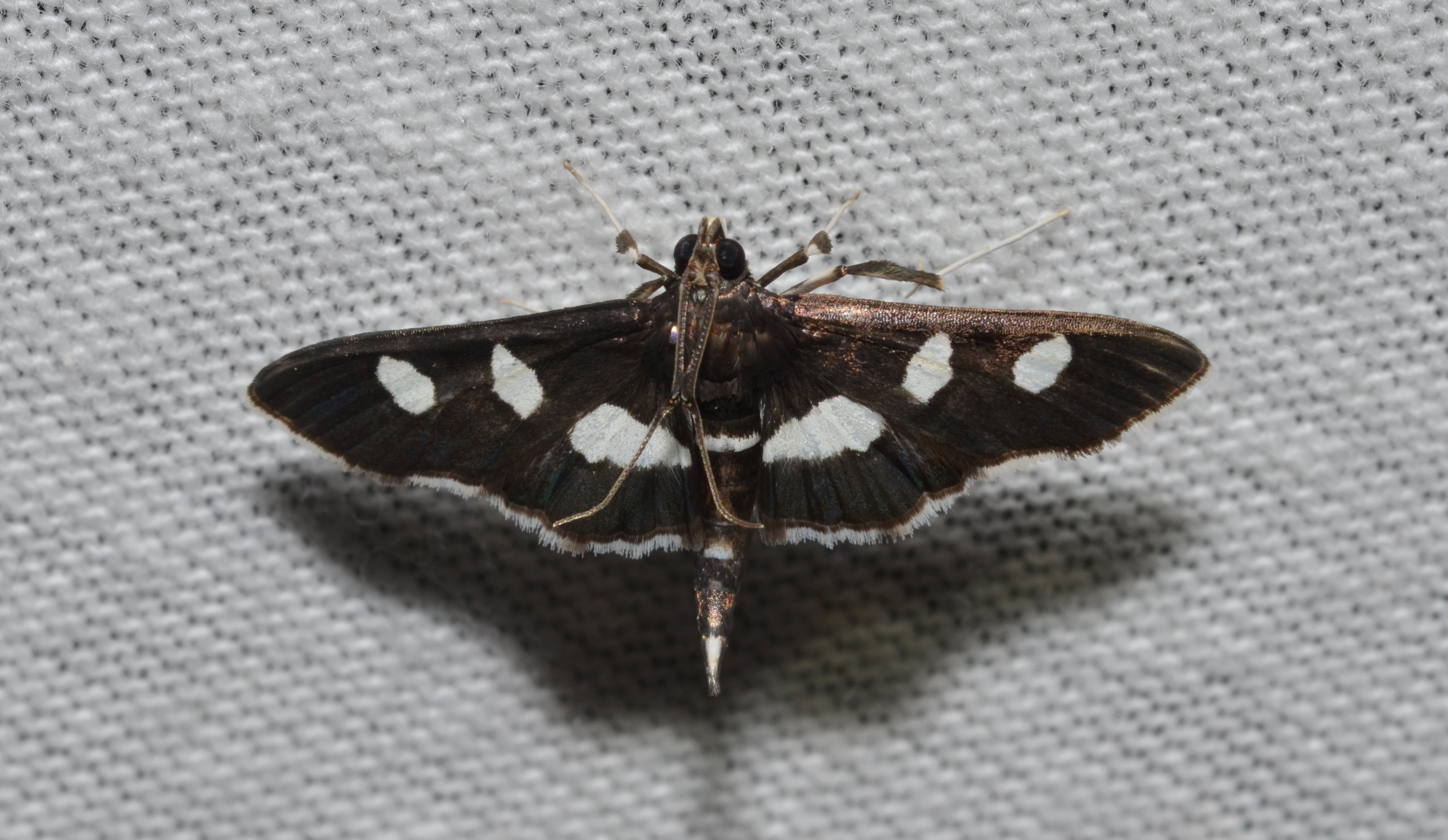
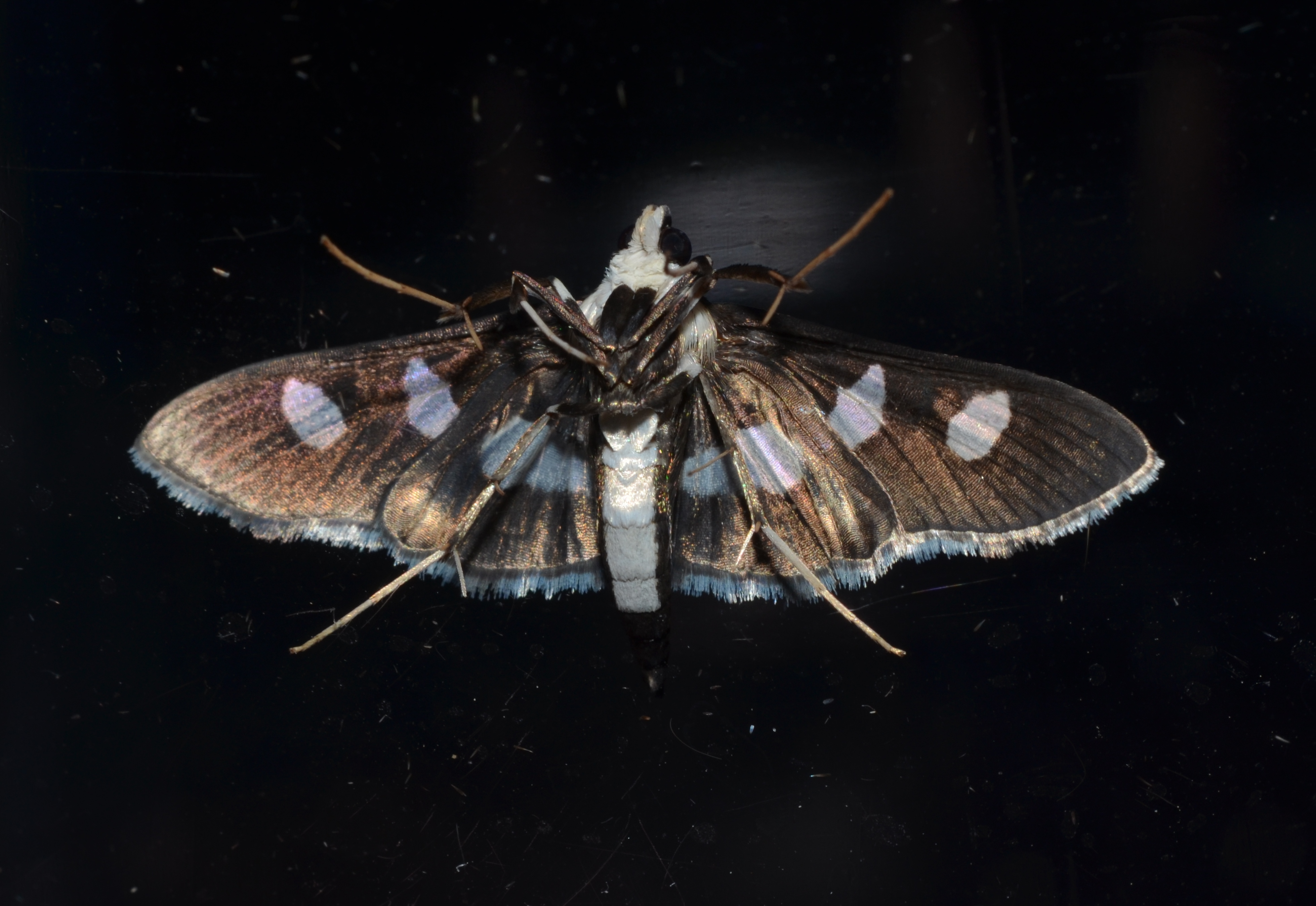
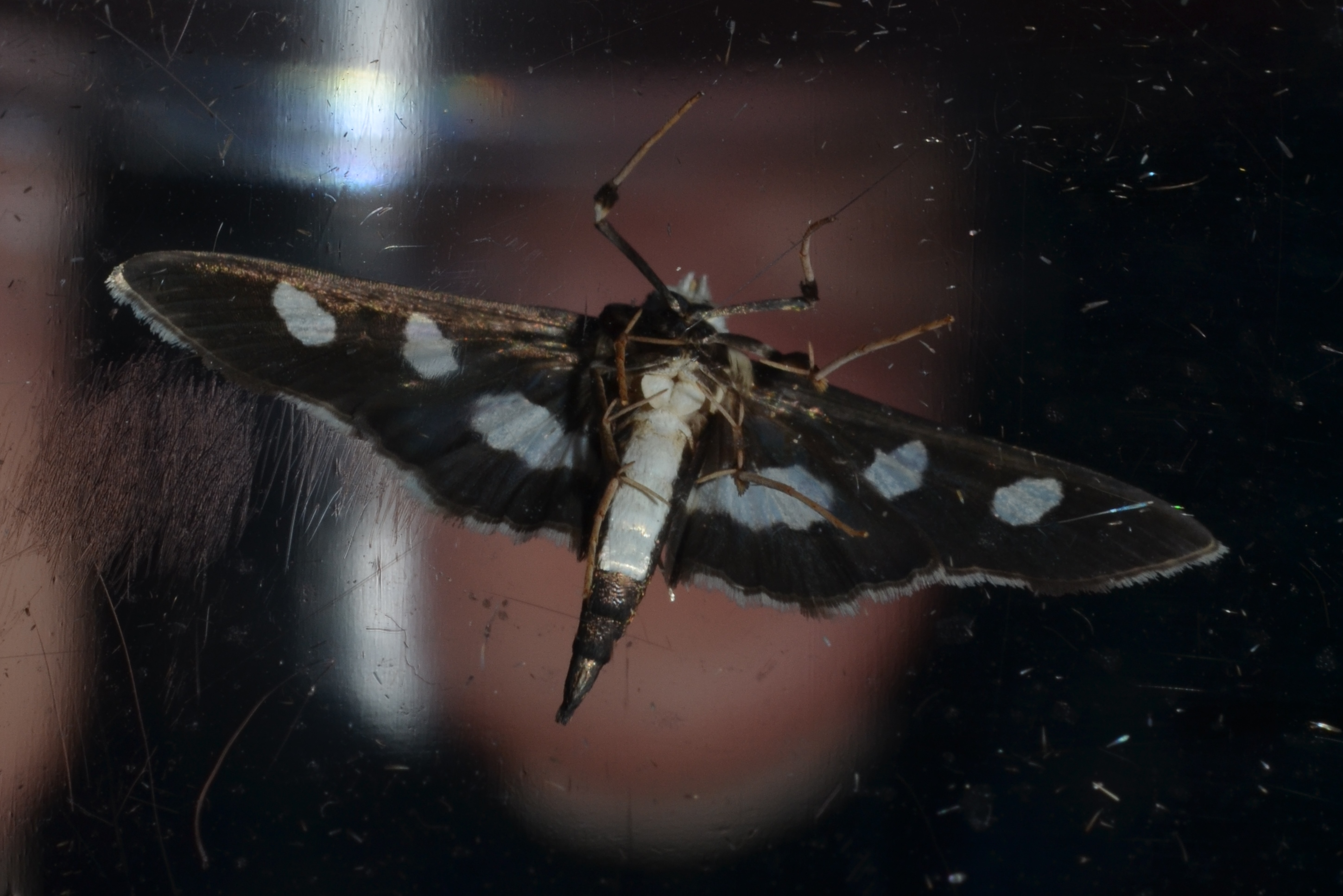

## Dottertaxa tillDesmia, i alfabetisk ordning[1]
- Desmia aclistalis
- Desmia albisectalis
- Desmia albitarsalis
- Desmia angustalis
- Desmia anitalis
- Desmia badia
- Desmia bajulalis
- Desmia benealis
- Desmia bifidalis
- Desmia bigeminalis
- Desmia bourguignoni
- Desmia briseis
- Desmia bulisalis
- Desmia ceresalis
- Desmia chryseis
- Desmia clarkei
- Desmia cristinae
- Desmia crudalis
- Desmia decemmaculalis
- Desmia dentipuncta
- Desmia deploralis
- Desmia dermatalis
- Desmia discrepans
- Desmia dissimulalis
- Desmia divisalis
- Desmia extrema
- Desmia falcatalis
- Desmia filicornis
- Desmia flavalis
- Desmia flebilialis
- Desmia funebralis
- Desmia funeralis
- Desmia geminalis
- Desmia geminipuncta
- Desmia girtealis
- Desmia grandisalis
- Desmia herrichialis
- Desmia hoffmannsi
- Desmia ilsalis
- Desmia imparalis
- Desmia intermicalis
- Desmia intermicalus
- Desmia jonesalis
- Desmia jovealis
- Desmia julialis
- Desmia lacrimalis
- Desmia maculalis
- Desmia mapirica
- Desmia melaleucalis
- Desmia melanalis
- Desmia melanopalis
- Desmia mesosticta
- Desmia microstictalis
- Desmia minnalis
- Desmia mortualis
- Desmia naclialis
- Desmia natalialis
- Desmia niveiciliata
- Desmia nominabilis
- Desmia notalis
- Desmia octomaculalis
- Desmia odontoplaga
- Desmia orbalis
- Desmia pantalis
- Desmia parastigma
- Desmia paucimaculalis
- Desmia pehlkei
- Desmia pentodontalis
- Desmia peruviana
- Desmia phaiorrhoea
- Desmia pisusalis
- Desmia ploralis
- Desmia prognealis
- Desmia propinqualis
- Desmia quadrimaculata
- Desmia quadrinotalis
- Desmia recurvalis
- Desmia repandalis
- Desmia revindicata
- Desmia ruptilinealis
- Desmia semivacualis
- Desmia sepulchralis
- Desmia sertorialis
- Desmia stenizonalis
- Desmia stenoleuca
- Desmia strigivitralis
- Desmia subdivisalis
- Desmia tages
- Desmia tagesalis
- Desmia tenuimaculata
- Desmia tenuizona
- Desmia tetratocera
- Desmia trimaculalis
- Desmia tristigmalis
- Desmia ufeodalis
- Desmia ufeus
- Desmia validalis
- Desmia vicina
- Desmia viduatalis
- Desmia vulcanalis